# Чемпионат Азии по баскетболу 2013
Чемпионат Азии по баскетболу 2013 года проходил в Маниле (Филиппины) с 1 по 11 августа 2013 года. Это 27-й по счёту турнир азиатских сборных. В финальной стадии приняли участие 16 национальных сборных, разделённые на 4 группы. Турнир являлся квалификационным для попадания на чемпионат мира 2014 года в Испании. Первоначально розыгрыш должен был пройти в Бейруте (Ливан), однако из-за гражданской войны в Сирии руководство азиатской федерации приняло решение перенести турнир на Филиппины. При этом регион Ближнего Востока вообще не рассматривался.

## Квалификация
По правилам, принятым ФИБА, команда, принимающая турнир (Филиппины), а также чемпион Кубка Азии 2012 (Иран), автоматически отобрались. Регионы Восточной Азии, Западной Азии, Юго-Восточной Азии, а также Персидского залива получили два места в финале, в то время как Центральная Азия и Южная Азия получили по одному месту. Оставшиеся четыре места распределены по итогам Кубка Азии 2012. Так как сборные Японии, Катара, Китая и Китайского Тайбэя финишировали в числе первых четырёх команд, а сборные Ирана и Филиппин попали на финальный турнир как обладатель Кубка и принимающая страна, Восточная Азия получила три дополнительных места, а регион Персидского залива — один.
| Центральная Азия (1) | Восточная Азия (2+3) | Персидский залив (2+1) | Южная Азия (1) | ЮВА (1+2) | Западная Азия (1+2) |
| -------------------- | -------------------- | ---------------------- | -------------- | --------- | ------------------- |
| Казахстан            | Республика Корея     | Катар                  | Индия          | Филиппины | Иран                |
|                      | Китай                | Бахрейн                |                | Таиланд   | Ливан               |
|                      | Япония               | Саудовская Аравия      |                | Малайзия  | Иордания            |
|                      | Гонконг              |                        |                |           |                     |
|                      | Тайвань              |                        |                |           |                     |

### Отстранение Ливана
Сборная Ливана квалифицировалась на чемпионат Азии 2013 года после того, как заняла второе место на чемпионате Западной Азии. Однако, после того, как баскетбольная федерация Ливана была заподозрена ФИБА в конфликте внутри федерации и ряде нерешенных проблем, сборная Ливана была отстранена от участия в первенстве Азии и заменена на сборную Ирака, которая заняла на турнире четвёртое место. Ирак отказался от участия в турнире из-за плохой готовности, и ФИБА Азия приняла решение о допуске к соревнованиям сборной ОАЭ. В свою очередь сборная ОАЭ также отказалась от участия в первенстве. ФИБА приняла решение не расширять количество участников, в итоге их осталось 15. Таким образом, в Группе B оказалось всего три сборные, а некоторые матчи прошли вне площадки Ниной Аквино для того, чтобы компенсировать отказ Ливана. Все три сборные из группы автоматически попали в следующий раунд, вне зависимости от результатов матчей первого раунда.

## Место проведения
В качестве основной арены для проведения матчей турнира была выбрана Mall of Asia Arena, а Ninoy Aquino Stadium стала запасной ареной.
| Город  | Место                | Вместимость | Изображение |
| ------ | -------------------- | ----------- | ----------- |
| Пасай  | Mall of Asia Arena   | 15,000      |             |
| Манила | Ninoy Aquino Stadium | 6,000       |             |

## Жеребьёвка
Жеребьёвка турнира проходила в Manila Hotel 6 июня. В отличие от предыдущих турниров, где преимущество при жеребьёвке имели более сильные сборные, ФИБА Азия в этот раз объявила, что в этот раз при жеребьёвке не будет учитываться этот фактор, не будет «сеяных» команд, а сборной Филиппин как стране-организатору турнира достался 13-й номер. К моменту начала жеребьёвки ещё не определились участники от Юго-Восточной Азии и они были названы условно «Восточная Азия 1» и «Восточная Азия 2». Отдельная жеребьёвка проводилась для того, чтобы определить, кто является командой «Восточная Азия 1» и «Восточная Азия 2».

## Сборные
Сборная каждой страны была представлена 12 игроками. Правила ФИБА разрешали участие только одного натурализованного игрока.

## Формат турнира
- Предварительный (Первый) раунд. Команды составили три группы по четыре команды (за исключением Группы В, где было всего три сборные). Команды из одной группы проводили по одному матчу друг с другом. Команды получали 2 очка за выигрыш и 1 — за проигрыш. При распределении мест имела значение разница очков. Три команды из каждой группы выходили во второй раунд.

- Второй раунд. Команды из групп A и B составляют Группу E, а команды из групп C и D составляют Группу F. Команды играют по одному матчу с командами, с которыми не встречались в первом раунде. Результаты сыгранных в предварительном раунде матчей учитываются. Лучшие четыре сборные принимают участие в финальном раунде.

- Финальный раунд проводился по олимпийской системе.

## Предварительный раунд

### Группа А
Китайский Тайбэй и Филиппины рассматривались как фавориты группы после побед над Иорданией и Саудовской Аравией. В матче между собой победу одержал Китайский Тайбэй, а Иордания обыграла Саудовскую Аравию, которая прекратила участие в турнире.
| Команда           | Игр | В | П | МЗ  | МП  | МР  | Очки |
| ----------------- | --- | - | - | --- | --- | --- | ---- |
| Тайвань           | 3   | 3 | 0 | 265 | 233 | +32 | 6    |
| Филиппины         | 3   | 2 | 1 | 234 | 221 | +13 | 5    |
| Иордания          | 3   | 1 | 2 | 221 | 215 | +6  | 4    |
| Саудовская Аравия | 3   | 0 | 3 | 180 | 231 | −51 | 3    |

| 1 августа 2013    |  |       |  |                   |                           |
| Иордания          |  | 87-91 |  | Тайвань           | Mall of Asia Arena, Пасай |
| Саудовская Аравия |  | 66-78 |  | Филиппины         | Mall of Asia Arena, Пасай |
| 2 августа 2013    |  |       |  |                   |                           |
| Тайвань           |  | 90-67 |  | Саудовская Аравия | Mall of Asia Arena, Пасай |
| Иордания          |  | 71-77 |  | Филиппины         | Mall of Asia Arena, Пасай |
| 3 августа 2013    |  |       |  |                   |                           |
| Филиппины         |  | 79-84 |  | Тайвань           | Mall of Asia Arena, Пасай |
| Саудовская Аравия |  | 47-63 |  | Иордания          | Mall of Asia Arena, Пасай |

### Группа B
Игра открытия между сборными Японии и Катара в напряженной концовке закончилась победой Катара. Обе сборные без труда обыграли Гонконг и все вышли во второй раунд.
| Команда | Игр | В | П | МЗ  | МП  | МР  | Очки |
| ------- | --- | - | - | --- | --- | --- | ---- |
| Катар   | 2   | 2 | 0 | 162 | 138 | +24 | 4    |
| Япония  | 2   | 1 | 1 | 150 | 134 | +16 | 3    |
| Гонконг | 2   | 0 | 2 | 123 | 163 | −40 | 2    |

| 1 августа 2013 |  |       |  |         |                           |
| Япония         |  | 74-75 |  | Катар   | Mall of Asia Arena, Пасай |
| 2 августа 2013 |  |       |  |         |                           |
| Япония         |  | 76-59 |  | Гонконг | Mall of Asia Arena, Пасай |
| 3 августа 2013 |  |       |  |         |                           |
| Гонконг        |  | 64-87 |  | Катар   | Mall of Asia Arena, Пасай |

### Группа С
Сборная Малайзии оказалась слабейшей командой в квартете, проиграв с разницей 90 очков, 91 очко и 22 очка соответственно против сборных Ирана, Китая и Кореи. Сборная Ирана оказалась победителем группы, обыграв Китай и Южную Корею. Китай в концовке проиграл Южной Корее и вышел из группы с третьего места.

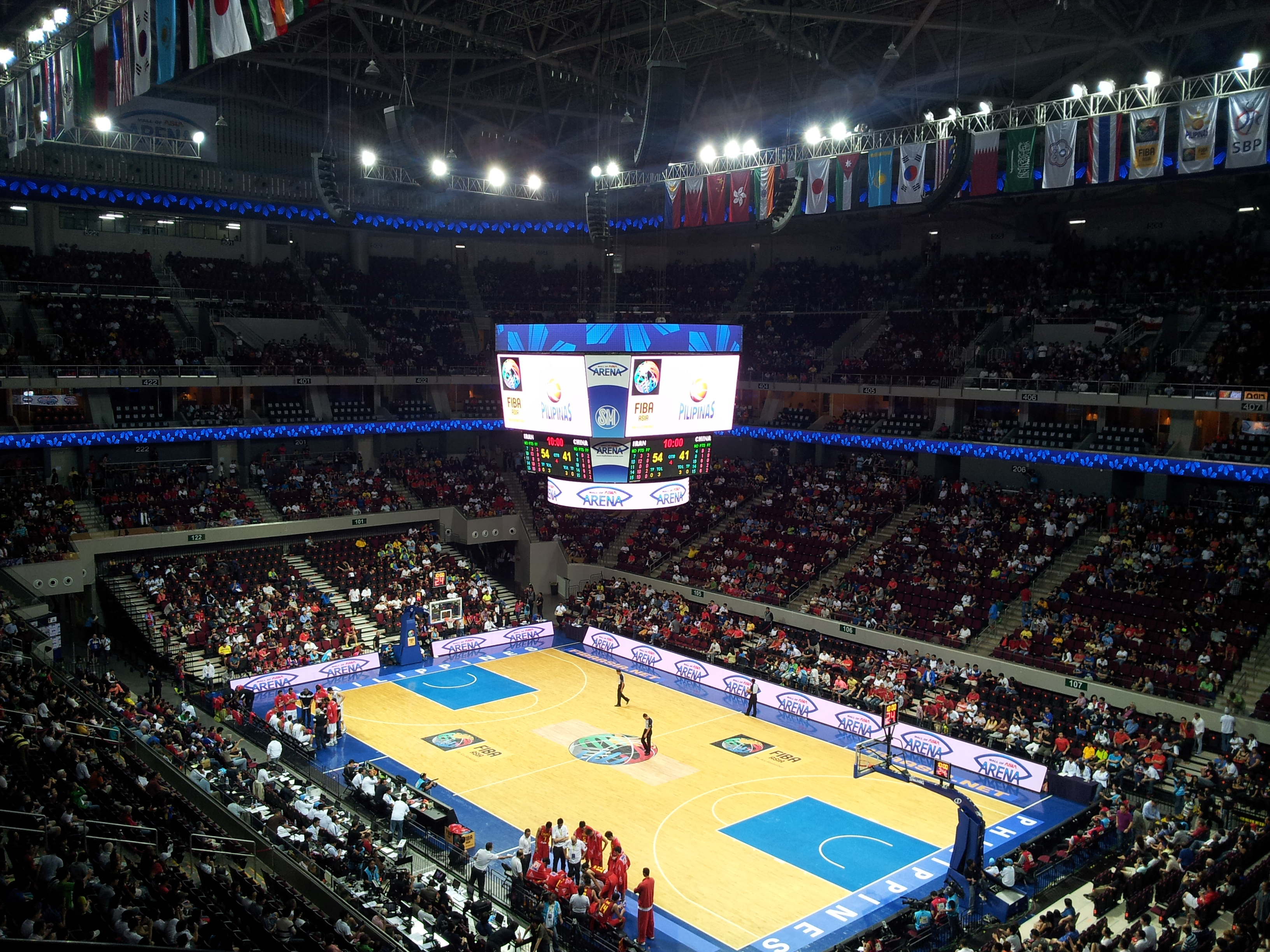
Матч первого раунда между сборными Ирана и Китая

| Команда          | Игр | В | П | МЗ  | МП  | МР   | Очки |
| ---------------- | --- | - | - | --- | --- | ---- | ---- |
| Иран             | 3   | 3 | 0 | 261 | 141 | +120 | 6    |
| Республика Корея | 3   | 2 | 1 | 208 | 193 | +15  | 5    |
| Китай            | 3   | 1 | 2 | 223 | 155 | +68  | 4    |
| Малайзия         | 3   | 0 | 3 | 105 | 308 | −203 | 3    |

| 1 августа 2013   |  |        |  |                  |                           |
| Иран             |  | 115-25 |  | Малайзия         | Mall of Asia Arena, Пасай |
| Китай            |  | 59-63  |  | Республика Корея | Mall of Asia Arena, Пасай |
| 2 августа 2013   |  |        |  |                  |                           |
| Китай            |  | 113-22 |  | Малайзия         | Mall of Asia Arena, Пасай |
| Республика Корея |  | 65-76  |  | Иран             | Mall of Asia Arena, Пасай |
| 3 августа 2013   |  |        |  |                  |                           |
| Малайзия         |  | 58-80  |  | Республика Корея | Mall of Asia Arena, Пасай |
| Иран             |  | 70-51  |  | Китай            | Mall of Asia Arena, Пасай |

### Группа D
Групповой этап предварительного раунда выиграла сборная Казахстана, обыгравшая Таиланд и Индию. В матче с Бахрейном пришлось сыграть овертайм, однако точные штрафные броски позволили команде одержать победу. В свою очередь Бахрейн также в овертайме переиграл Индию и занял второе место в группе. В игре на выбывание встретились Индия и Таиланд, победу праздновала сборная Индии.
| Команда   | Игр | В | П | МЗ  | МП  | МР  | Очки |
| --------- | --- | - | - | --- | --- | --- | ---- |
| Казахстан | 3   | 3 | 0 | 240 | 210 | +30 | 6    |
| Бахрейн   | 3   | 2 | 1 | 244 | 221 | +23 | 5    |
| Индия     | 3   | 1 | 2 | 236 | 227 | +9  | 4    |
| Таиланд   | 3   | 0 | 3 | 194 | 256 | −62 | 3    |

| 1 августа 2013 |  |       |    |           |                              |
| Индия          |  | 80-82 | OT | Бахрейн   | Ninoy Aquino Stadium, Манила |
| Казахстан      |  | 81-67 |    | Таиланд   | Mall of Asia Arena, Пасай    |
| 2 августа 2013 |  |       |    |           |                              |
| Казахстан      |  | 79-76 | OT | Бахрейн   | Ninoy Aquino Stadium, Манила |
| Таиланд        |  | 65-89 |    | Индия     | Mall of Asia Arena, Пасай    |
| 3 августа 2013 |  |       |    |           |                              |
| Индия          |  | 67-80 |    | Казахстан | Mall of Asia Arena, Пасай    |
| Бахрейн        |  | 86-62 |    | Таиланд   | Ninoy Aquino Stadium, Манила |

## Итоговое положение
| Место | Команда           | Игры | Рейтинг ФИБА | Рейтинг ФИБА | Рейтинг ФИБА |
| Место | Команда           | Игры | До           | После        | Изменение    |
| ----- | ----------------- | ---- | ------------ | ------------ | ------------ |
|       | Иран              | 9-0  | 20           | 20           | 0            |
|       | Филиппины         | 7-2  | 45           | 34           | +11          |
|       | Республика Корея  | 7-2  | 33           | 31           | +2           |
| 4     | Тайвань           | 6-3  | 42           | 44           | −2           |
| 5     | Китай             | 6-3  | 11           | 12           | −1           |
| 6     | Катар             | 5-3  | 36           | 42           | −6           |
| 7     | Иордания          | 4-5  | 30           | 30           | 0            |
| 8     | Казахстан         | 3-6  | 47           | 52           | −5           |
| 9     | Япония            | 3-4  | 35           | 35           | 0            |
| 10    | Гонконг           | 1-6  | 71           | 69           | +2           |
| 11    | Индия             | 2-6  | 58           | 61           | −3           |
| 12    | Бахрейн           | 2-6  | 75           | 73           | +2           |
| 13    | Саудовская Аравия | 1-3  | 69           | 76           | −7           |
| 14    | Таиланд           | 1-4  | 85           | 79           | Новый        |
| 15    | Малайзия          | 0-4  | 69           | 71           | −2           |